# Pimpinella fargesii
Pimpinella fargesii är en flockblommig växtart som beskrevs av H.Boissieu. Pimpinella fargesii ingår i släktet bockrötter, och familjen flockblommiga växter. Utöver nominatformen finns också underarten P. f. fargesii.